# Kabaret
Kabaret (iz francuski cabaret) uglavnom je vrsta zabavnog kazališta. Program kabareta se uglavnom sastoji od izvedbi šansona, skečeva, satira i kratkih predstava uglavnom o temama političkog, kritike društva ili umjetničkog smjera. 
Izvorno je zamišljen kao avangardno kazalište za odabranu publiku, a kasnije se razvio u komercijaliziran oblik za široku publiku.

## Vanjske poveznice

### Sestrinski projekti
|  | Zajednički poslužitelj ima još gradiva o temi Kabaret |
|  | Wječnik ima rječničku natuknicu kabaret               |